# Aeroportul Bert Mooney
Aeroportul Bert Mooney (IATA: BTM, ICAO: KBTM, FAA LID: BTM) este un aeroport din Montana, Statele Unite ale Americii ce deservește zona Butte⁠(d). Aeroportul a fost tranzitat în 2019 de 51.892 de pasageri. A fost deschis în 1926.
Situat la o altitudine de 1.692 m, aeroportul dispune de 2 piste.

## Infrastructură

### Piste
Aeroportul dispune de 2 piste. Pista 12/30 are suprafața de asfalt și dimensiunile 5.100 picioare × 75 picioare. Pista 15/33 are suprafața de asfalt și dimensiunile 9.001 picioare × 150 picioare. 